# Stazione di Asakusabashi
La Stazione di Asakusabashi (浅草橋駅?, Asakusabashi-eki) è una stazione ferroviaria di Tokyo che serve la linea Chūō-Sōbu della JR East e la linea Asakusa della metropolitana di Tokyo.

## Linee

### Treni
- East Japan Railway Company
  - ■ Linea Chūō-Sōbu

### Metropolitana
- Toei Metro
  -  Linea Asakusa